# 樊尚·里安多
樊尚·里安多（法語：Vincent Riendeau，1996年12月13日—）是加拿大跳水運動員。他在2015年世界游泳錦標賽上獲得獎牌，並且也代表加拿大參加了2015年泛美運動會、2016年奧運會的比賽。